# Khách sạn Warszawa
Prudential là một tòa nhà chọc trời đáng chú ý ở Warsaw, Ba Lan. Được xây dựng từ năm 1931 đến 1933 theo phong cách Art Deco, nó được dùng làm trụ sở cho Công ty Bảo hiểm Prudential của Anh. Nó nằm trên Quảng trường khởi nghĩa Warsaw dọc theo phố Świętokrzyska.

## Lịch sử
Vào thời điểm xây dựng, nó là tòa nhà chọc trời cao thứ ba ở châu Âu (sau Tòa nhà Telefónica và Boerentoren) với mười tám tầng (66 m). Được xây dựng bằng khung thép, đây là tòa nhà cao nhất ở Warsaw cho đến khi Cung điện Văn hóa và Khoa học được xây dựng. Tòa nhà, được thiết kế bởi Marcin Weinfeld, bao gồm không gian văn phòng trên các tầng thấp hơn và các căn hộ sang trọng hơn nữa. Khung thép, được cho là sáng tạo vào thời điểm đó, được thiết kế bởi Stefan Bryła và Wenczesław Poniż. Xây dựng bắt đầu vào năm 1931 và sử dụng hơn 2 triệu viên gạch, 2 nghìn tấn bê tông và 1500 tấn thép.
Năm 1936, một ăng ten lớn đã được giáo sư Janusz Groszkowski, người bắt đầu phát sóng truyền hình đầu tiên ở châu Âu từ cơ sở đó. Tòa nhà Prudential sớm trở thành một biểu tượng của Warsaw hiện đại và được xuất hiện trong nhiều bộ phim và quảng cáo đương đại. 

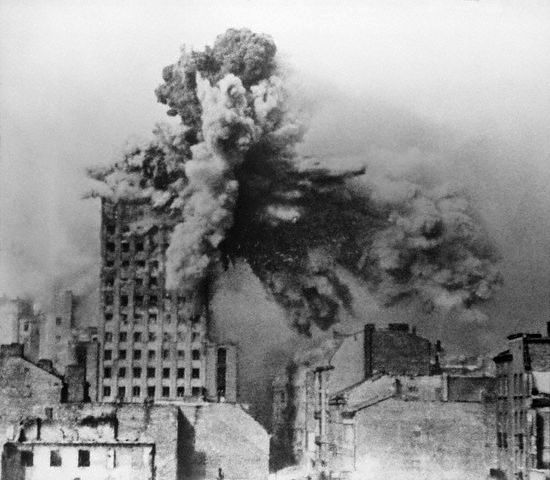
Chiến tranh thế giới thứ hai: 28 tháng 8 năm 1944, một bức ảnh mang tính biểu tượng ghi lại khoảnh khắc khi tòa nhà bị trúng đạn pháo 2 tấn trong cuộc nổi dậy ở Warsaw

Tòa nhà Prudential đã bị hư hại nặng nề trong Thế chiến II, đặc biệt là trong Cuộc nổi dậy ở Warsaw khi nó bị trúng khoảng 1.000 quả đạn pháo, trong đó có một quả đạn pháo Karl-Gerät nặng 2 tấn, chỉ còn lại khung thép. Thiệt hại của pháo binh làm cong công trình sang một bên, nhưng nó vẫn sống sót sau chiến tranh và được in trên nhiều áp phích phản chiến.
Tòa nhà được xây dựng lại sau chiến tranh để thành một khách sạn, và phong cách của nó đã được thay đổi từ hiện đại sơ khai sang chủ nghĩa hiện thực xã hội chủ nghĩa. Tác giả của thiết kế mới một lần nữa là Marcin Weinfeld, người đã điều chỉnh tòa nhà với vai trò mới là một khách sạn. "Khách sạn Warszawa" được khai trương vào năm 1954 và bao gồm 375 phòng, một nhà hàng lớn, một quán cà phê và một câu lạc bộ đêm.

Năm 2002 khách sạn đóng cửa và tòa nhà đã bị rao bán. Vào năm 2010, nó đã được mua bởi Tập đoàn Likus, bắt đầu một cuộc tân trang chậm và gây tranh cãi. Mặt tiền đã được trả lại cho hình thức Art Deco trước chiến tranh, trong khi nội thất hiện thực xã hội chủ nghĩa được tân trang lại hoàn toàn theo phong cách đương đại. 
 Vào tháng 11 năm 2018, tòa nhà đã mở cửa trở lại là một khách sạn năm sao sang trọng gồm 142 phòng.